# Кокошкино (поселение)
Поселе́ние Коко́шкино — бывшее поселение (муниципальное образование и административная единица) в составе Новомосковского административного округа Москвы. Вошло в состав столицы с 1 июля 2012 года в ходе реализации проекта по расширению города. До 1 июля 2012 года — городское поселение в Наро-Фоминском муниципальном районе Московской области. Упразднено 8 мая 2024 года в процессе административно-территориальной реформы ТиНАО. Правопреемником поселения Кокошкино являются органы местного самоуправления и управа района Внуково. 
Первоначально образовано в 2005 году, включило дачный посёлок Кокошкино и ещё 2 населённых пункта позже упразднённого Марушкинского сельского округа.
Административный центр — дачный посёлок Кокошкино.
Глава поселения и председатель Совета депутатов — Бабаев Михаил Иршадович, глава администрации — Маминова Наталья Павловна.
По принятому в 2024 году закону города поселение объединяется с муниципальным округом Внуково .

## Географические данные
Общая площадь территории — 8,28 км² (ранее в законе указывалось — 9,00 км²).
Муниципальное образование находится в западной части Новомосковского административного округа и граничит:
- с Одинцовским городским округом Московской области (на северо-западе)
- с поселением Марушкинское Новомосковского административного округа Москвы (на юге и юго-востоке)
- с районом Внуково Западного административного округа Москвы (на северо-западе)

По юго-западной границе поселения протекает река Незнайка.

## Население
| 2010    | 2012    | 2013    | 2014    | 2015    | 2016    | 2017    |
| ------- | ------- | ------- | ------- | ------- | ------- | ------- |
| 11 880  | ↗12 061 | ↗12 484 | ↗13 055 | ↗13 806 | ↗15 116 | ↗15 693 |
| 2018    | 2019    | 2020    | 2021    | 2023    | 2024    |         |
| ↗16 467 | ↗19 045 | ↗19 323 | ↗21 309 | ↗21 818 | ↘21 756 |         |

### Национальный состав
По итогам переписи населения 2020 года проживали следующие национальности (национальности менее 0,1 % и другое, см. в сноске к строке «Другие»):
| Национальность | Численность, чел. | Доля     |
| -------------- | ----------------- | -------- |
| Русские        | 18 410            | 86,40 %  |
| Украинцы       | 114               | 0,53 %   |
| Таджики        | 81                | 0,38 %   |
| Татары         | 77                | 0,36 %   |
| Армяне         | 71                | 0,33 %   |
| Киргизы        | 71                | 0,33 %   |
| Узбеки         | 66                | 0,31 %   |
| Белорусы       | 29                | 0,14 %   |
| Азербайджанцы  | 22                | 0,10 %   |
| Другие         | 2368              | 11,12 %  |
| Итого          | 21 309            | 100,00 % |

## Состав поселения
| № | Населённый пункт | Тип населённого пункта                 | Население | ОКАТО          |
| - | ---------------- | -------------------------------------- | --------- | -------------- |
| 1 | Брёхово          | хутор                                  | ↗206      | 45 297 559 101 |
| 2 | Кокошкино        | дачный посёлок, административный центр | ↗18 932   | 45 297 559 051 |
| 3 | Новобрёхово      | хутор                                  | ↘0        | 45 297 559 102 |
| 4 | Санино           | деревня                                | ↗74       | 45 297 559 103 |

Также в состав поселения входят 9 СНТ.
В 2010 году хутор Новобрёхово был исключён из состава сельского поселения Жаворонковское Одинцовского муниципального района и включён в состав городского поселения Кокошкино Наро-Фоминского муниципального района.

## Символика
Герб и флаг городского поселения Кокошкино были разработаны Союзом Геральдистов России и были утверждены решением Совета депутатов городского поселения Кокошкино первого созыва от 26.04.2007 № 48. Позже герб и флаг были внесены в Государственный геральдический регистр Российской Федерации — герб под № 3314, флаг под № 3315. За основу герба городского поселения Кокошкино был взят родовой герб Кокошкиных (якорь и четыре стрелы на лазуревом фоне). Право изображать якорь на родовом гербе было пожаловано роду Кокошкиных за отличие в морской битве.